# 裂叶婆婆纳
裂叶婆婆纳（学名：Veronica verna）为車前草科婆婆纳属下的一个种。

## 扩展阅读
- 維基物種上的相關：裂叶婆婆纳